# Біляни (Чернівецька селищна громада)
Біля́ни (давніше — Біляни Шаргородські) — село у Чернівецькій селищній громаді, Могилів-Подільського району, Вінницької області. Населення становить 1818 осіб. Поблизу села розташований лісовий заказник місцевого значення Моївська дача.

## Історія
7 (20) листопада 1917 року, відповідно до Третього Універсалу Української Центральної Ради, увійшло до складу Української Народної Республіки.
12 червня 2020 року, відповідно до Розпорядження Кабінету Міністрів України № 707-р «Про визначення адміністративних центрів та затвердження територій територіальних громад Вінницької області», увійшло до складу Чернівецької селищної громади.
19 липня 2020 року, в результаті адміністративно-територіальної реформи та ліквідації Чернівецького району, село увійшло до складу новоутвореного Могилів-Подільського району.
В селі діє Білянська гімназія Чернівецької селищної ради, працюють бібліотека, будинок культури, дитячий садочок, фельдшерсько-акушерський пункт, функціює млин (олійня). Також в селі діє православна церква святого Івана Богослова.